# نورس صغير
نورس صغير (الاسم العلمي: Larus minutus) (بالإنجليزية: Little Gull)‏ هو نوع من الطيور يتبع جنس النورس من الفصيلة النورسية.

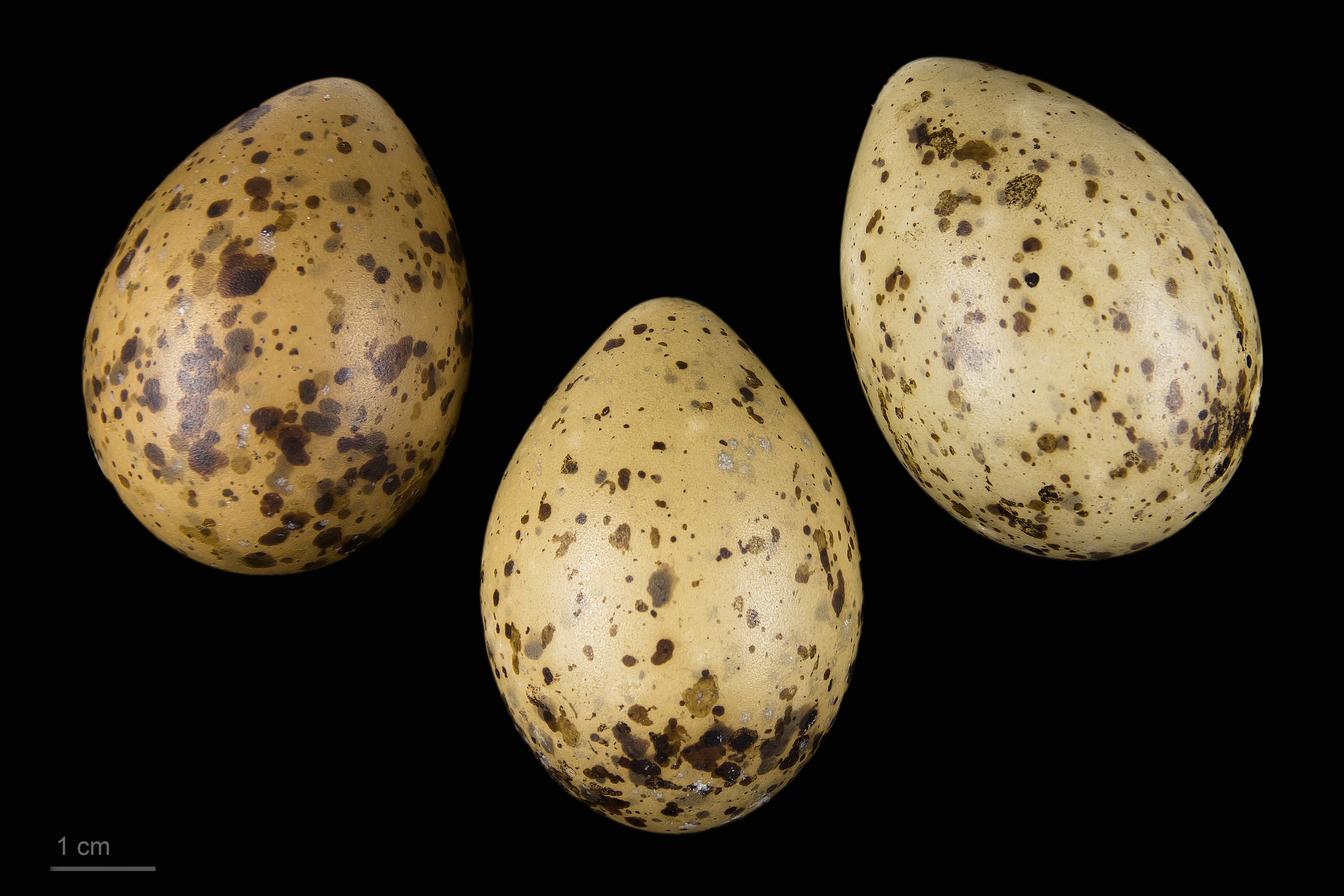
Hydrocoloeus minutus

يوجد لهذه النوارس مستعمرات صغيرة في أجزاء من جنوب كندا. وهي طيور مهاجرة تقضي الشتاء على سواحل أوروبا الغربية والبحر الأبيض المتوسط وظهرت بأعداد صغيرة شمال شرق الولايات المتحدة. في السنوات الأخيرة بدأت الطيور غير المتكاثرة بالتجمّع في أوروبا الغربية بأعداد متزايدة، وفي عام 2016، نجحت في التعشيش في مجمية الجمعية الملكية لحماية الطيور أبردينشاير في بريطانيا العظمى.
يتكاثر هذا النوع في مجموعات كبيرة في مستنقعات المياه العذبة، حيث يهيئ عشًا مبطنًا على الأرض بين النباتات والأعشاب. عادة تضع الأنثى 2-6 بيضات.
هذا النوع هو أصغر أنواع النوارس، يبلغ طوله 25–30 سـم (9.8–11.8 بوصة) ويبلغ امتداد جناحيه 61–78 سـم (24–31 بوصة)، وكتلته حوالي 68–162 غ (2.4–5.7 أونصة). لونه رمادي باهت ورأس سوداء، لون أسفل الأجنحة داكن، وغالباً ما يكون لون الصدر وردياً. في فصل الشتاء، يتحول لون الرأس إلى الأبيض. منقاره رفيع أسود اللون وسيقانه حمراء داكنة.
الطيور الصغيرة لها علامات على الرأس والأجزاء العلوية، وعادةً ما تستغرق ثلاث سنوات للوصول لمرحلة البلوغ.
تلتقط هذه النوارس الطعام من على سطح الماء، كما تلتقط الحشرات في الهواء مثل الخطاف الأسود.

## مراجع

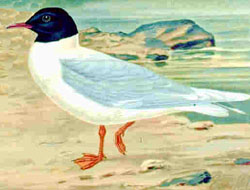